# Distretto di Khlong Hat
Il distretto di Khlong Hat (in thailandese: คลองหาด) è un distretto (amphoe) della Thailandia, situato nella provincia di Sa Kaeo.